# Schleichenbach (Usa)
Der Schleichenbach ist ein knapp 2 km langer linker und westlicher Zufluss der Usa.

## Geographie

### Verlauf
Der Schleichenbach entspringt im Taunus, südlich von Usingen, in einer Wiese östlich der Deponie Brandholz. Er fließt in östlicher Richtung am Südrand von Usingen entlang, unterquert die L 3270 und mündet schließlich  südlich des Neubaugebiets Schleichenbach II von links in die Usa ein.

### Flusssystem Usa
- Fließgewässer im Flusssystem Usa

## Landschaft und Charakter
Der Schleichenbach durchfließt ein Biotop mit feuchten Hochstaudenfluren. Ein Rückhaltebecken in der Nähe der L 3270 verhindert einen Überlauf des Baches bei starken Regenfällen.